# Schülerschule (Schulveranstaltung)
Unter Schülerschule versteht man eine Schulveranstaltung an mehreren deutschen Schulen. Sie wird von den älteren Schülern für die jüngeren organisiert (und von Lehrern beaufsichtigt). Meist handelt es sich um eine Veranstaltung am Freitagnachmittag, bei der höherklassige Schüler Arbeitsgemeinschaften anbieten (z. B. Fotografie, Tanz, Zeitung, Sportarten). Anschließend wird gemeinsam gegessen und gefeiert, danach in der Turnhalle übernachtet. Am nächsten Morgen gibt es abschließend ein gemeinsames Frühstück.
An einigen Schulen in Deutschland ist es bereits eine Tradition geworden und gehört zur Schulkultur, dass die Schülervertretung jedes Jahr eine Schülerschule organisiert. 